# Landrio
Landrio (en asturiano y oficialmente: Llandriu) es una aldea que pertenece a la parroquia de Trasmonte en el concejo de Las Regueras (Principado de Asturias). Se encuentra a 236 m s. n. m. y está situada a 5 km de la capital del concejo, Santullano. 

## Población
En 2022 contaba con una población de 18 habitantes (INE 2022) repartidos en un total de 11 viviendas.